# بوگورسوکوف
بوگورسوکوف (به لاتین: Bogursukov) یک منطقهٔ مسکونی در روسیه است که در شهرستان کراسنوگواردیسکی، آدیغیه واقع شده‌است.